# MT 프레임워크
MT 프레임워크(MT Framework)는 캡콤에서 제작한 게임 엔진이다. "MT"는 "멀티 스레드"(Multi-Thread), "메타 툴"(Meta Tools) 및 "멀티 타겟"(Multi-Target)을 의미한다. 초기 MT 프레임워크는 2006년 데드 라이징과 로스트 플래닛: 익스트림 컨디션에만 사용될 예정이었지만, 캡콤은 나중에 내부 개발 부서에서 이를 기본 엔진으로 채택하기로 결정했다. 그 결과, 플레이스테이션 3 및 엑스박스 360 플랫폼용으로 내부 개발된 대부분의 비디오 게임이 이 엔진으로 제작되었으며, 여기에는 바이오하자드 시리즈의 신작 4개와 과거 타이틀의 리마스터링 포트 3개가 포함된다. 이 엔진으로 제작된 첫 게임들의 비주얼은 좋은 평가를 받았으며, MT 프레임워크는 CEDEC 어워드도 수상했다.
수년에 걸쳐 MT 프레임워크는 다양한 업데이트를 받았으며, 그중 가장 중요한 업데이트는 2010년 로스트 플래닛 2와 함께 도입된 MT 프레임워크 2.0이라는 주요 개정판이었다. 또한, 엔진의 두 가지 파생 버전이 만들어졌는데, MT 프레임워크 라이트는 Wii 및 플레이스테이션 3 콘솔을 대상으로 하고, MT 프레임워크 모바일은 닌텐도 3DS, 플레이스테이션 비타, 안드로이드 및 iOS용 게임을 구동한다.
2014년 현재 캡콤은 이 엔진의 미래에 대해 7세대 비디오 게임 콘솔, 스마트폰, 휴대용 기기용 게임을 계속 제작하는 데 사용될 것이라는 입장을 밝혔다. 바이오하자드 7: 레지던트 이블 개발에 사용된 RE 엔진은 8세대 비디오 게임 콘솔용 게임 개발을 위한 이 엔진의 후속작 역할을 한다.

## 역사

### 배경
MT 프레임워크가 만들어지기 전에 캡콤의 내부 개발팀은 각자 자체적으로 설계한 엔진과 도구를 사용했으며, 이는 비효율적인 과정으로 여겨졌다. 그리하여 캡콤의 모든 개발자의 요구를 지원할 엔진을 구축하기로 결정했다. 처음에는 MT 프레임워크가 데드 라이징과 로스트 플래닛: 익스트림 컨디션에만 사용될 목적으로 개발되고 있었다. 캡콤은 언리얼 엔진 3를 내부 엔진으로 채택할지 평가했지만, 일부 성능 제한과 일본에서 미국 개발사인 에픽게임즈로부터 기술 지원을 받는 데 어려움이 있어 채택하지 않기로 결정했다. 그리하여 MT 프레임워크를 계속 개발하고 내부 사용을 확대하기로 결정했다.

### MT 프레임워크 1.x
MT 프레임워크 개발은 2004년 9월 귀무자 3 엔진을 기반으로 시작되었다. 이 엔진은 PC 개발 도구를 사용하도록 구축되었으며, PC 플랫폼과의 유사성 때문에 초기에는 엑스박스 360 시스템을 목표로 했다. 2004년에는 단 한 명의 프로그래머가 프로젝트를 시작했지만, 다음 해에 더 많은 플랫폼을 지원하게 되면서 더 많은 사람이 합류했다. PC 개발 도구 덕분에 비디오 게임은 PC에서 먼저 프로그래밍한 다음 콘솔 하드웨어에서 실행되도록 조정할 수 있다. MT 프레임워크는 엑스박스 360 및 플레이스테이션 3 콘솔과 최신 PC에서 사용되는 멀티코어 CPU를 활용하기 위해 멀티스레딩 기술을 지원한다.
로스트 플래닛: 익스트림 컨디션과 MT 프레임워크 사용에 대해 캡콤은 엔진이 지원하는 다음 기능을 강조했다. 2003년 게임 개발자 회의에서 사이먼 그린이 발표한 "Stupid OpenGL Shader Tricks"를 기반으로 하는 "2.5D 모션 블러"라는 가벼운 모션 블러 효과가 30 fps 게임을 부드럽게 하는 데 도움이 된다. 그림자 렌더링에는 Light-Space Perspective Shadow Maps라는 그림자 매핑의 한 형태가 사용되며, 그림자를 부드럽게 하는 Percentage Closer Filtering이라는 기술이 사용된다. 법선 매핑, HDR 렌더링, 부드러운 입자, 가변적인 MSAA 양, 그리고 성능 향상을 위해 전체 해상도의 1/4로 입자를 렌더링할 수 있는 기술이 있다. 통합된 하복 미들웨어의 기본 물리 처리, 그리고 천 물리 및 역운동학과 같은 캐릭터 로컬 물리 계산을 처리하는 맞춤형 물리 엔진이 있다.
엔진의 첫 번째 중요한 업데이트는 로스트 플래닛: 익스트림 컨디션의 PC 버전 출시였다. 이는 DirectX 10을 지원하는 두 번째 PC 게임이자 DirectX 10 데모를 제공한 첫 번째 게임이었다. 앰비언트 어클루전 및 시차 폐색 매핑 지원이 엔진에 추가되었으며, DirectX 10에서는 개선된 부드러운 그림자 렌더링, 그리고 정점 셰이더를 사용하여 아티팩트가 적은 모션 블러, 모피 셰이딩, 보케와 유사한 모양의 개선된 피사계 심도가 구현되었다. 로스트 플래닛: 익스트림 컨디션 이후 PC에서 출시된 두 게임인 데빌 메이 크라이 4와 바이오하자드 5도 DirectX 10을 지원했지만, 캡콤은 비주얼 개선에 DirectX 10을 사용하지 않기로 결정하여 DirectX 9에서 실행될 때와 거의 동일하게 보이도록 했다. 그러나 DirectX 10에서 실행되는 바이오하자드 5는 모든 컷신을 포함하여 완전히 입체 3D로 구현된 최초의 비디오 게임이었고, 엔비디아로부터 "3D 비전 레디" 등급을 받은 최초의 게임이었다. 나중에 PC로 재출시된 두 게임에서는 DirectX 10 지원이 제거되었다.

### MT 프레임워크 2.x
MT 프레임워크 2.0이라는 엔진의 주요 업데이트는 2008년 1월에 개발이 시작되었고, 2010년 로스트 플래닛 2 출시와 함께 첫선을 보였다. 캡콤에 따르면, 엔진의 여러 부분이 처음부터 다시 작성되었으며, 그 결과 엑스박스 360을 염두에 두고 처음 구축된 이전 버전의 엔진에 비해 플레이스테이션 3 하드웨어에서 더 나은 성능을 발휘한다. 캡콤은 로스트 플래닛 2에서 캐릭터와 식물 간의 상호작용을 새로운 엔진으로 가능해진 중요한 개선 사항 중 하나로 강조했지만, 게임 개발이 이전 버전의 엔진에서 시작되었기 때문에 새로운 반복의 모든 기능을 완벽하게 나타내지는 못한다고 언급했다. 캡콤은 또한 MT 프레임워크 2.0이 하드웨어의 특성과 지원되는 셰이더 모델을 프로그래머로부터 숨길 수 있어, 이전보다 더 플랫폼 독립적인 코드를 작성하고 부담을 줄일 수 있다고 덧붙였다. 캡콤의 2011년 연례 보고서에서 MT 프레임워크 개발 과정의 80%가 엑스박스 360, 플레이스테이션 3 및 PC 플랫폼 간에 공통적이며, 이는 개발 비용을 절감했음을 확인했다. 마지막으로, 캡콤은 외부 계약 스튜디오가 그들과 협력하여 엔진을 사용할 수 있도록 처음으로 허용했다. MT 프레임워크 2를 사용한 첫 번째 외부 개발 게임은 마블 vs. 캡콤 3: 두 세계의 운명이었다.
로스트 플래닛 2의 PC 버전은 2010년 콘솔 버전 출시 몇 달 후에 출시되었으며, 테셀레이션, 디스플레이스먼트 매핑, 다이렉트컴퓨트를 소프트 바디 시뮬레이션 및 파동 시뮬레이션에 사용하는 등 DirectX 11 기능을 지원했다. 나중에 PC에서 출시된 MT 프레임워크 2.0 게임은 DirectX 9만 지원했다.
또 다른 중요한 업데이트는 2012년에 출시된 드래곤즈 도그마를 위해 이루어졌다. 이전 MT 프레임워크 게임은 각 스테이지가 로딩 화면으로 구분되는 "스테이지 기반"이었다. 드래곤즈 도그마의 레벨은 이전 MT 타이틀보다 수십에서 수백 배 더 크고 게임 구조가 오픈 월드이기 때문에, 엔진에서 작동시킬 수 있는 유일한 방법은 필요에 따라 게임 세계의 메모리 부분을 넣고 뺄 수 있도록 엔진을 개조하는 것이었다. 또 다른 개선 사항은 엔진이 포워드 렌더러에서 지연 조명 (Light Pre-Pass라고도 함)을 사용하는 하이브리드 렌더러로 변경되었다는 것이다. 이를 통해 24시간 주기 및 날씨 변화와 "무한한" 수의 광원 지원이 가능해졌다. 기타 변경 사항에는 캐릭터 모델의 실시간 변화 및 FXAA 지원이 포함된다. 드래곤즈 도그마의 업데이트된 기술을 기반으로 바이오하자드 6는 SSAO와 SIGGRAPH 2003에서 발표된 "인간 머리카락 섬유의 빛 산란" 논문을 기반으로 한 개선된 머리카락 렌더링 외에도 표정 및 눈 움직임을 추가했다. 2018년에 출시된 몬스터 헌터: 월드는 HDR로 출력할 수 있다.

### MT 프레임워크 라이트 및 MT 프레임워크 모바일
2009년 10월 말, 캡콤이 Wii 게임 개발 시간과 비용을 줄이기 위해 MT 프레임워크를 Wii에 도입하고 있다는 소식이 전해졌다. 전국 BASARA 3는 닌텐도 Wii 및 플레이스테이션 3 하드웨어를 대상으로 하는 엔진의 특별 버전인 MT 프레임워크 라이트로 실행되는 첫 번째 게임으로 확인되었다. E3 2010에서 슈퍼 스트리트 파이터 IV: 3D 에디션과 바이오하자드: 레벨레이션스가 닌텐도 3DS용 출시 예정 게임으로 발표되었고, 2010년 9월 말에 이 두 게임과 바이오하자드: 더 머서너리즈 3D 및 록맨 레전드 3가 닌텐도 3DS용으로 특별히 설계된 MT 프레임워크 2.0을 기반으로 한 엔진의 새로운 버전인 MT 프레임워크 모바일로 실행되는 것으로 밝혀졌다. 캡콤은 MT 프레임워크 모바일 덕분에 바이오하자드: 레벨레이션스가 바이오하자드 5와 거의 동일한 그래픽 렌더링 파이프라인을 특징으로 하며, 닌텐도 3DS 하드웨어에서 HDR 렌더링, 자체 그림자, 법선 매핑, 색 보정, 감마 보정, 피사계 심도, 모션 블러 및 안티에일리어싱을 지원한다고 언급했다. 2011년 1월 말, 캡콤은 "차세대 휴대용"(나중에 플레이스테이션 비타로 이름 변경)에서 MT 프레임워크 모바일로 실행되는 로스트 플래닛 2의 인트로를 시연했다. 얼티밋 마블 vs. 캡콤 3의 비타 버전은 이 하드웨어에서 출시된 첫 MT 프레임워크 모바일 게임이었다. MT 프레임워크 모바일의 iOS 지원도 나중에 발표되었으며, 아이폰에서 이 엔진을 사용한 첫 게임은 2014년에 출시된 역전재판 5의 포트였다.

## 미래
2014년 MT 프레임워크와 곧 출시될 캡콤의 독점 엔진 판타 레이를 개발한 엔지니어 이주인 마사루와의 인터뷰에서, 캡콤은 딥 다운부터 새로운 엔진으로 전환할 계획이지만, 7세대 콘솔용 게임에는 MT 프레임워크를 계속 사용하고, 휴대용 기기와 스마트폰용 게임에는 MT 프레임워크 모바일을 사용할 것이라고 자세히 설명했다. 그는 "크리에이터들은 판타 레이를 사용하여 게임을 개발하는 방법을 배울 때 처음부터 다시 시작해야 할 것"이지만, 전체적인 개발 효율성은 MT 프레임워크를 단순히 업데이트하는 것보다 더 증가할 것이라고 말했다. 2016년 6월, 바이오하자드 7: 레지던트 이블이 발표되었고, 캡콤의 새로운 독점 엔진인 RE 엔진으로 실행될 것이라고 밝혀졌다. RE 엔진은 앞으로 출시될 여러 캡콤 게임에도 사용될 것이라고 언급되었다. 그러나 캡콤은 2018년의 몬스터 헌터: 월드를 제작하기 위해 MT 프레임워크를 선택했는데, 이 게임이 플레이스테이션 4, 엑스박스 원, 최신 PC를 대상으로 함에도 불구하고, 이전 몬스터 헌터 타이틀에서 엔진에 내장된 맞춤형 도구 세트가 개발에 도움이 될 것이라고 생각했기 때문이다.

## MT 프레임워크를 사용하는 게임

### 메인 엔진 (MTFW)
| 제목                                          | 첫 출시일  | 엔진 유형         | 플랫폼                                                                                         | 비고 |
| --------------------------------------------- | ---------- | ----------------- | ---------------------------------------------------------------------------------------------- | --- |
| 데드 라이징                                   | 2006/08/08 | MT 프레임워크 1.x | 엑스박스 360, 플레이스테이션 4, 엑스박스 원 및 Windows                                         | 오리지널 엑스박스 360 버전은 MT 프레임워크 1.0을 사용                                                                                           |
| 로스트 플래닛: 익스트림 컨디션                | 2006/12/21 | MT 프레임워크 1.x | 엑스박스 360, Windows 및 플레이스테이션 3                                                      | 엑스박스 360 버전은 MT 프레임워크 1.1을 사용, Windows 버전은 MT 프레임워크 1.2를 사용                                                           |
| 데빌 메이 크라이 4                            | 2008/01/31 | MT 프레임워크 1.x | 플레이스테이션 3, 엑스박스 360 및 Windows                                                      | MT 프레임워크 1.3을 사용 |
| 바이오하자드 5                                | 2009/03/05 | MT 프레임워크 1.x | 플레이스테이션 3, 엑스박스 360, Windows, 플레이스테이션 4, 엑스박스 원 및 닌텐도 스위치        | MT 프레임워크 1.4를 사용 플레이스테이션 4 및 엑스박스 원 출시 버전은 약간의 그래픽 개선이 있어 엔진의 업데이트된 버전을 사용할 수 있다          |
| 로스트 플래닛 2                               | 2010/05/11 | MT 프레임워크 2.x | 플레이스테이션 3, 엑스박스 360 및 Windows                                                      | MT 프레임워크 2.0을 사용 |
| 마블 vs. 캡콤 3: 두 세계의 운명               | 2011/02/15 | MT 프레임워크 2.x | 플레이스테이션 3 및 엑스박스 360                                                               | MT 프레임워크 2.1을 사용 |
| 바이오하자드 코드: 베로니카 X HD              | 2011/09/27 | MT 프레임워크 2.x | 플레이스테이션 3 및 엑스박스 360                                                               | 게임 시작 시 MT 프레임워크 로고가 표시된다 |
| 얼티밋 마블 vs. 캡콤 3 (홈 콘솔 버전)         | 2011/11/15 | MT 프레임워크 2.x | 플레이스테이션 3, 엑스박스 360, 플레이스테이션 4, Windows 및 엑스박스 원                       | 박스 아트에는 MT 프레임워크 모바일이 언급된 플레이스테이션 비타 버전과 달리 MT 프레임워크가 언급되어 있다                                       |
| 드래곤즈 도그마                               | 2012/05/22 | MT 프레임워크 2.x | 플레이스테이션 3, 엑스박스 360, Windows, 플레이스테이션 4, 엑스박스 원 및 닌텐도 스위치        | [ 26 ] |
| 죠죠의 기묘한 모험 HD 버전                    | 2012/08/21 | MT 프레임워크 2.x | 플레이스테이션 3 및 엑스박스 360                                                               | 크레딧에 "MT 프레임워크 개발팀"이 개발 지원을 제공한 것으로 명시되어 있다                                                                       |
| 바이오하자드 6                                | 2012/10/02 | MT 프레임워크 2.x | 플레이스테이션 3, 엑스박스 360, Windows, 플레이스테이션 4, 엑스박스 원 및 닌텐도 스위치        | [ 25 ] [ 27 ] |
| E.X. 트루퍼스 (플레이스테이션 3 버전)         | 2012/11/22 | MT 프레임워크 2.x | 플레이스테이션 3                                                                               | 박스 아트에는 닌텐도 3DS 버전의 MT 프레임워크 라이트와 달리 MT 프레임워크가 언급되어 있다                                                       |
| 바이오하자드: 레벨레이션스 (홈 콘솔 버전)     | 2013/05/21 | MT 프레임워크 2.x | Windows, 플레이스테이션 3, Wii U, 엑스박스 360, 플레이스테이션 4, 엑스박스 원 및 닌텐도 스위치 | 박스 아트에 MT 프레임워크가 언급되어 있다. |
| 전국 BASARA 4                                 | 2014/01/23 | MT 프레임워크 2.x | 플레이스테이션 3                                                                               | 박스 아트에서 확인됨. |
| 바이오하자드 HD 리마스터                      | 2014/11/27 | MT 프레임워크 2.x | Windows, 플레이스테이션 3, 플레이스테이션 4, 엑스박스 360, 엑스박스 원 및 닌텐도 스위치        | 박스 아트에서 확인됨 |
| 바이오하자드: 레벨레이션스 2                  | 2015/02/24 | MT 프레임워크 2.x | Windows, 플레이스테이션 3, 플레이스테이션 4, 엑스박스 360, 엑스박스 원 및 닌텐도 스위치        | 크레딧에 "MT 프레임워크 개발팀"이 개발 지원을 제공한 것으로 명시되어 있으며, 플레이스테이션 비타 버전에는 MT 프레임워크 모바일이 언급되어 있다. |
| 데빌 메이 크라이 4: 스페셜 에디션             | 2015/06/18 | MT 프레임워크 2.x | 플레이스테이션 4, 엑스박스 원 및 Windows                                                       | 일본 박스 아트에서 확인됨. |
| 전국 BASARA 4 스메라기                        | 2015/07/23 | MT 프레임워크 2.x | 플레이스테이션 3 및 플레이스테이션 4                                                           | 박스 아트에서 확인됨. |
| 드래곤즈 도그마 온라인                        | 2015/08/31 | MT 프레임워크 2.x | Windows, 플레이스테이션 3 및 플레이스테이션 4                                                  | [ 41 ] |
| 바이오하자드 0 HD 리마스터                    | 2016/01/19 | MT 프레임워크 2.x | Windows, 플레이스테이션 3, 플레이스테이션 4, 엑스박스 360, 엑스박스 원 및 닌텐도 스위치        | 박스 아트에서 확인됨 |
| 전국 BASARA 사나다 유키무라-전                | 2016/08/25 | MT 프레임워크 2.x | 플레이스테이션 3 및 플레이스테이션 4                                                           | 박스 아트에서 확인됨. |
| 울트라 스트리트 파이터 II: 더 파이널 챌린저스 | 2017/05/26 | MT 프레임워크 2.x | 닌텐도 스위치                                                                                  | [ 42 ] |
| 몬스터 헌터 더블 크로스 닌텐도 스위치 Ver.    | 2017/08/25 | MT 프레임워크 2.x | 닌텐도 스위치                                                                                  | 박스 아트에는 닌텐도 3DS 버전의 MT 프레임워크 모바일과 달리 MT 프레임워크가 언급되어 있다                                                       |
| 몬스터 헌터: 월드                             | 2018/01/26 | MT 프레임워크 2.x | 플레이스테이션 4, 엑스박스 원 및 Windows                                                       | [ 43 ] |
| 록맨 X 레거시 컬렉션                          | 2018/07/24 | MT 프레임워크 2.x | 닌텐도 스위치, 플레이스테이션 4, 엑스박스 원 및 Windows                                        | 박스 아트에서 확인됨 |
| 록맨 X 레거시 컬렉션 2                        | 2018/07/24 | MT 프레임워크 2.x | 닌텐도 스위치, 플레이스테이션 4, 엑스박스 원 및 Windows                                        | 박스 아트에서 확인됨 |
| 캡콤 비트 뎀 업 번들                          | 2018/09/18 | MT 프레임워크 2.x | 닌텐도 스위치, 플레이스테이션 4, 엑스박스 원 및 Windows                                        | 박스 아트에서 확인됨 |
| 록맨 11: 운명의 톱니바퀴!!                    | 2018/10/02 | MT 프레임워크 2.x | 닌텐도 스위치, 플레이스테이션 4, 엑스박스 원 및 Windows                                        | [ 44 ] |
| 록맨 제로/ZX 레거시 컬렉션                    | 2020/02/25 | MT 프레임워크 2.x | 닌텐도 스위치, 플레이스테이션 4, 엑스박스 원 및 Windows                                        | 박스 아트에서 확인됨 |
| 몬스터 헌터 스토리즈 2: 파멸의 날개           | 2021/07/09 | MT 프레임워크 2.x | 닌텐도 스위치, 플레이스테이션 4 및 Windows                                                     | 박스 아트에서 확인됨 |
| 대역전재판 연대기                             | 2021/07/27 | MT 프레임워크 2.x | 닌텐도 스위치, 플레이스테이션 4 및 Windows                                                     | 박스 아트에서 확인됨 |
| 캡콤 파이팅 컬렉션                            | 2022/06/24 | MT 프레임워크 2.x | 닌텐도 스위치, 플레이스테이션 4, 엑스박스 원 및 Windows                                        | 박스 아트에서 확인됨 |
| 마블 vs. 캡콤 파이팅 컬렉션: 아케이드 클래식  | 2024/09/12 | MT 프레임워크 2.x | 닌텐도 스위치, 플레이스테이션 4, 엑스박스 원 및 Windows                                        | 박스 아트에서 확인됨 |
| 캡콤 파이팅 컬렉션 2                          | 2025       | MT 프레임워크 2.x | 닌텐도 스위치, 플레이스테이션 4, 엑스박스 원 및 Windows                                        | 박스 아트에서 확인됨 |

### MT 프레임워크 라이트 (MTFL) 및 MT 프레임워크 모바일 (MTFM)
| 제목                                                              | 첫 출시일  | 엔진 유형            | 플랫폼                        | 출처 |
| ----------------------------------------------------------------- | ---------- | -------------------- | ----------------------------- | --- |
| 바이오하자드: 다크사이드 크로니클즈                               | 2009/11/17 | MT 프레임워크 라이트 | Wii, 플레이스테이션 3         | |
| 전국 BASARA 3 (일본)/전국 BASARA 사무라이 히어로즈 (북미 및 유럽) | 2010/07/29 | MT 프레임워크 라이트 | 플레이스테이션 3, Wii         | 박스 아트에서 확인됨. |
| 슈퍼 스트리트 파이터 IV: 3D 에디션                                | 2011/02/26 | MT 프레임워크 모바일 | 닌텐도 3DS                    | [ 23 ] [ 45 ] |
| 바이오하자드: 더 머서너리즈 3D                                    | 2011/06/02 | MT 프레임워크 모바일 | 닌텐도 3DS                    | [ 23 ] |
| 나조와쿠 야카타                                                   | 2011/08/04 | MT 프레임워크 모바일 | 닌텐도 3DS                    | [ 46 ] |
| 전국 BASARA 3 우타게                                              | 2011/11/10 | MT 프레임워크 라이트 | 플레이스테이션 3, Wii         | 박스 아트에서 확인됨. |
| 몬스터 헌터 3 얼티밋                                              | 2011/12/10 | MT 프레임워크 모바일 | 닌텐도 3DS, Wii U             | 박스 아트에서 확인됨 |
| 얼티밋 마블 vs. 캡콤 3 (플레이스테이션 비타 버전)                 | 2011/12/17 | MT 프레임워크 모바일 | 플레이스테이션 비타           | 박스 아트에서 확인됨 |
| 바이오하자드: 레벨레이션스                                        | 2012/01/26 | MT 프레임워크 모바일 | 닌텐도 3DS                    | [ 23 ] |
| E.X. 트루퍼스 (닌텐도 3DS 버전)                                   | 2012/11/22 | MT 프레임워크 모바일 | 닌텐도 3DS                    | 박스 아트에는 모바일이 아닌 MT 프레임워크 라이트가 언급되어 있다. 이는 실수일 수 있다. |
| 역전재판 5                                                        | 2013/07/25 | MT 프레임워크 모바일 | 닌텐도 3DS, iOS 및 안드로이드 | 닌텐도 3DS 버전의 박스 아트에서 MT 프레임워크 모바일이 확인됨. 또한, 두 버전의 크레딧에 "MT 프레임워크 개발팀"이 명시되어 있으며, iOS 버전은 해당 버전에서 작업한 추가 스태프를 명시하고 있다. |
| 몬스터 헌터 4                                                     | 2013/09/14 | MT 프레임워크 모바일 | 닌텐도 3DS                    | 박스 아트에서 확인됨 |
| 몬스터 헌터 4 얼티밋                                              | 2014/10/11 | MT 프레임워크 모바일 | 닌텐도 3DS                    | 박스 아트에서 확인됨 |
| 대역전재판 -나루호도 류노스케의 모험-                             | 2015/07/09 | MT 프레임워크 모바일 | 닌텐도 3DS, 안드로이드 및 iOS | 박스 아트에서 확인됨 |
| 바이오하자드: 레벨레이션스 2                                      | 2015/08/18 | MT 프레임워크 모바일 | 플레이스테이션 비타           | 게임 시작 시 MT 프레임워크 모바일 로고가 표시된다. |
| 몬스터 헌터 크로스                                                | 2015/11/28 | MT 프레임워크 모바일 | 닌텐도 3DS                    | 박스 아트에서 확인됨 |
| 역전재판 6                                                        | 2016/06/09 | MT 프레임워크 모바일 | 닌텐도 3DS, 안드로이드 및 iOS | 박스 아트에서 확인됨 |
| 몬스터 헌터 스토리즈                                              | 2016/10/08 | MT 프레임워크 모바일 | 닌텐도 3DS, 안드로이드 및 iOS | 박스 아트에서 확인됨 |
| 몬스터 헌터 XX                                                    | 2017/03/18 | MT 프레임워크 모바일 | 닌텐도 3DS                    | 박스 아트에서 확인됨 |
| 대역전재판 2 -나루호도 류노스케의 각오-                           | 2017/08/03 | MT 프레임워크 모바일 | 닌텐도 3DS, 안드로이드 및 iOS | 박스 아트에서 확인됨 |